# Блувотер (Калифорнија)
Блувотер (енгл. Bluewater) насељено је место без административног статуса у америчкој савезној држави Калифорнија.

## Демографија
По попису из 2010. године број становника је 172, што је 93 (-35,1%) становника мање него 2000. године.
| Група             | 2000.       | 2010.       |
| Белци             | 259 (97,7%) | 154 (89,5%) |
| Афроамериканци    | 1 (0,4%)    | 2 (1,2%)    |
| Азијати           | 0 (0,0%)    | 0 (0,0%)    |
| Хиспаноамериканци | 4 (1,5%)    | 11 (6,4%)   |
| Укупно            | 265         | 172         |